# Web-Award
Ein Web-Award (auch Webaward) ist eine Auszeichnung für eine Website. Web-Awards werden von Award-Gebern, die private Internetnutzer oder professionelle Onlinemedien sein können, für besonders gelungene, gelegentlich auch ironisch für besonders misslungene Websites vergeben.
Die Vergabeverfahren sind vielfältig: Manche Award-Geber zeichnen nur Websites aus, die sich um den Award beworben haben. Manche vergeben Awards nach eigener Initiative. Manche Awards werden an beliebige viele Websites vergeben, andere nur einmal im Monat an jeweils eine Website.
Web-Awards hatten besonders in der Frühzeit des World Wide Web Bedeutung, da sie – ähnlich wie Webringe – zum Beispiel thematisch ähnliche Seiten miteinander durch Hyperlinks verknüpften. Einen Award zu erhalten, wirkte für Erbauer von Websites oft motivierend, da sie so eine Rückmeldung zu ihrer Arbeit erhielten. Besonders Web-Awards von gut gelesenen Netzpublikationen konnten dazu führen, dass zuvor unbekannte Seiten bekannt und weiter verlinkt wurden.
Web-Awards wurden auch als Mittel des viralen Marketings eingesetzt: Um einen Award endgültig zu erhalten, mussten Websitebetreiber normalerweise das Logo des Awards in ihre Website einbauen und zum Awardgeber verknüpfen. So wurde die Position des Awardgebers in Suchmaschinen verbessert.
Durch das Entstehen immer neuer Awards, deren Vergabeverfahren intransparent und deren Aussagekraft fragwürdig war, verloren Web-Awards wesentlich an Bedeutung.
Bei Web-Awards wird in zwei Kategorien unterschieden. Einmal sind es die Web-Awards, welche eine Ehrung darstellen und zum anderen gibt es die sogenannten Fake-Awards. Diese Fake-Awards dienen nicht der Ehrung, sondern sind einzig eine Art Linktausch durch den Verleiher.
Die Vergabe von Web-Awards -als Boom- ist eher noch ein Relikt aus den 1990er'n und dauerte bis in die frühen Jahre nach der Jahrtausendwende an. Oft waren es kleinere private Webseiten von Betreibern, die sich qualifiziert genug hielten, um andere Webseiten beurteilen und mit einem Award auszuzeichnen. Gelegentlich ist dies auch heute noch der Fall.
Im Zuge dessen, das immer mehr Webseitenbetreiber – nicht zuletzt auch auf Druck diverser Medienberichte hinsichtlich aufkommender Massenabmahnverfahren wegen z. B. fehlender Impressen – ihre Seiten ernsthafter zu gestalten versuchten, scheint der Hype um eigene Award-Vergaben zumindest im Bereich laienhafter Hobby-Webseiten abzunehmen.
Heute existieren auch noch Portale mit der Zielsetzung private Homepages zu bewerten und ggf. auch mit einem Award auszuzeichnen. Derzeit gibt es bundesweit etwa drei wesentliche Portale mit nicht unerheblichem Besucherzulauf.